# BKSTS – The Moving Image Society
Die BKSTS – The Moving Image Society ist eine Bildungsorganisation für Berufe im Bereich Film-Technik. „BKSTS“ stand ursprünglich als Abkürzung für „British Kinematograph Sound and Television Society“.
Der Verein mit Sitz in Buckinghamshire bietet Filmschaffenden mit professionellem Interesse Informationen und Kurse, die sich mit industriellen, technischen und handwerklichen Aspekten von Film, Fernsehen und Kino befassen. Der sich rasant entwickelnde Markt technischer Neuerungen auf allen Gebieten im Film ist Grundlage der angebotenen Kurse: Rundfunktechnik, Fernsehtechnik, Filmförderung, Sound für Film und Video, digitale Technik und Sommerfilm-Workshop.
Die BKSTS wurde 1931 in Großbritannien gegründet und hat über 2000 Mitglieder.